# Xenomeris hemisphaerica
Xenomeris hemisphaerica är en svampart som beskrevs av E. Müll. 1959. Xenomeris hemisphaerica ingår i släktet Xenomeris, ordningen Capnodiales, klassen Dothideomycetes, divisionen sporsäcksvampar och riket svampar.   Inga underarter finns listade i Catalogue of Life.